# Nikon F5
La Nikon F5 è una fotocamera analogica per pellicola 35 mm prodotta dalla Nikon dal 1996 al 2004.
È la quinta Nikon professionale (preceduta dalla Nikon F4 del 1988). Per l'epoca era una macchina molto avanzata: autofocus a 5 aree, con possibilità di mantenere agganciati i soggetti in movimento, esposimetro Matrix 3D a colori (in grado di rilevare i colori della scena per un'esposizione ancora più accurata), motore in grado scattare a 5 ftg/secondo.
È la prima Nikon professionale a disporre di uno schermo LCD sul tettuccio (già introdotto con la Nikon F-801).
È l'ultima F prodotta in epoca 'non digitale'.
Verrà affiancata dalla 'sorella minore' Nikon F100 nel 1998.
Nel 2004 verrà sostituita dalla più evoluta Nikon F6.
Curiosità:
- compare in mano alla paleontologa Sarah Harding (Julianne Moore) in Jurassic Park 2 - Il mondo perduto.